# Сивка-бурка
«Сивка-бурка» (Сивко-бурко) — русская народная сказка. Относится к так называемым волшебным сказкам. Это была наиболее популярная сказка у пудожских сказочников — известно более двадцати вариантов. По ходу сказки Иван-дурак женится на царевне и превращается в царевича при помощи волшебного коня Сивки-бурки.
В указателе сказочных сюжетов сказка под номером 530 (СУС) — доскакать до царевны, сидящей в высоком тереме. Сюжет широко известен во всех странах Европы. Его варианты известны в Северной и Южной Америке (на французском, английском и испанском языках), а также в арабском, турецком, кавказском, индийском фольклоре. Русских вариантов известно — 60, украинских — 41, белорусских — 14.

## Имя коня
Имя коня как волшебной сущности, давшей название литературно обработанной русской сказке, несколько разнится (как в своей дополнительной третьей части, так и в категории грамматического рода) от сборника к сборнику. Если в сборнике П. Тимофеева (XVIII век) имя коня общего рода («Сивка-бурка, вещая каурка»), то у А. Афанасьева (XIX век) оно мужского рода, с архаичным суффиксом, причём третьим именем, которое определено эпитетом «вещий», служит другое слово («Сивко-бурко, вещий воронко»).
Подобные колебания в роде в русском языке лингвистика связывает с «переходом» лексем из окающих говоров в акающие. В южнорусских говорах и части среднерусских наблюдается частичное разрушение категории среднего рода. Имена существительные, относившиеся в севернорусских говорах к среднему роду с древнейших времён, могут «переводиться» в слова мужского и женского рода. По мнению С. П. Обнорского, причина заключается в характерной для акающих говоров редукции конечных гласных звуков (которая делает родообразующие окончания на -о и на -а малоразличимыми).

## Сюжет
Были у отца три сына, и перед смертью он наказал сыновьям проведывать его могилку в течение трёх дней. Старик умер, а старшие братья ленились, и только младший Иван выполнил просьбу своего отца. За это открыл отец сыну тайну о волшебном коне, который способен принести ему пользу: если выйти в чисто поле, кликнуть Сивку-бурку, тут же прискачет волшебный конь, а Иван, если влезет ему в правое ухо, а вылезет через левое, превратится в прекрасного молодца.
А тем временем царь решил выдать замуж свою дочь, но только за того отдаст царевну Неземную Красоту, кто сможет допрыгнуть до высокого терема и поцеловать царевну. Иван с помощью Сивки-бурки смог выполнить задание, за что царевна перстнем поставила ему на лоб печать. А Иван ускакал и был таков, домой на печку вернулся.
На следующий день стала царевна искать своего суженого: велела собрать всех добрых молодцев и у каждого лоб проверяла. Увидев печать на лбу Ивана, она назвала его своим суженым, и они поженились. Я там был, мёд да пиво пил, по усам текло, да в рот не попало.

## Сивка-бурка как зачин волшебной сказки
Присказкой «От сивки, от бурки, от вещей каурки…» начинается целый ряд русских, белорусских и украинских сказок.

Зачин сказки «Иван сученко и белый полянин»:
Начинается сказка от Сивки, от Бурки, от вещей Каурки. На море, на океане, на острове на Буяне стоит бык печёный, возле него лук толченый. И шли три молодца, зашли да позавтракали, а дальше идут — похваляются, сами собой забавляются: «Были мы, братцы, у такого-то места, наедались пуще, чем деревенская баба теста!» Это присказка, сказка будет впереди.

## Литературные обработки
На бумаге сказка была впервые записана в середине XVIII века. Известность получила благодаря собирателю фольклора А. Н. Афанасьеву, опубликовавшему несколько вариантов сюжета в сборнике «Народные русские сказки» (1855—1863).
Имеется несколько вариантов литературной обработки народной сказки. Наиболее известны версии В. В. Латышева, М. А. Булатова, А. Н. Толстого. У последнего в архиве было 26 вариантов этого произведения.
Переработки сказки часто публиковались в лубочных книжках для народа. Данные варианты также пополнили собой фольклор.